# Saint-Didier-au-Mont-d’Or

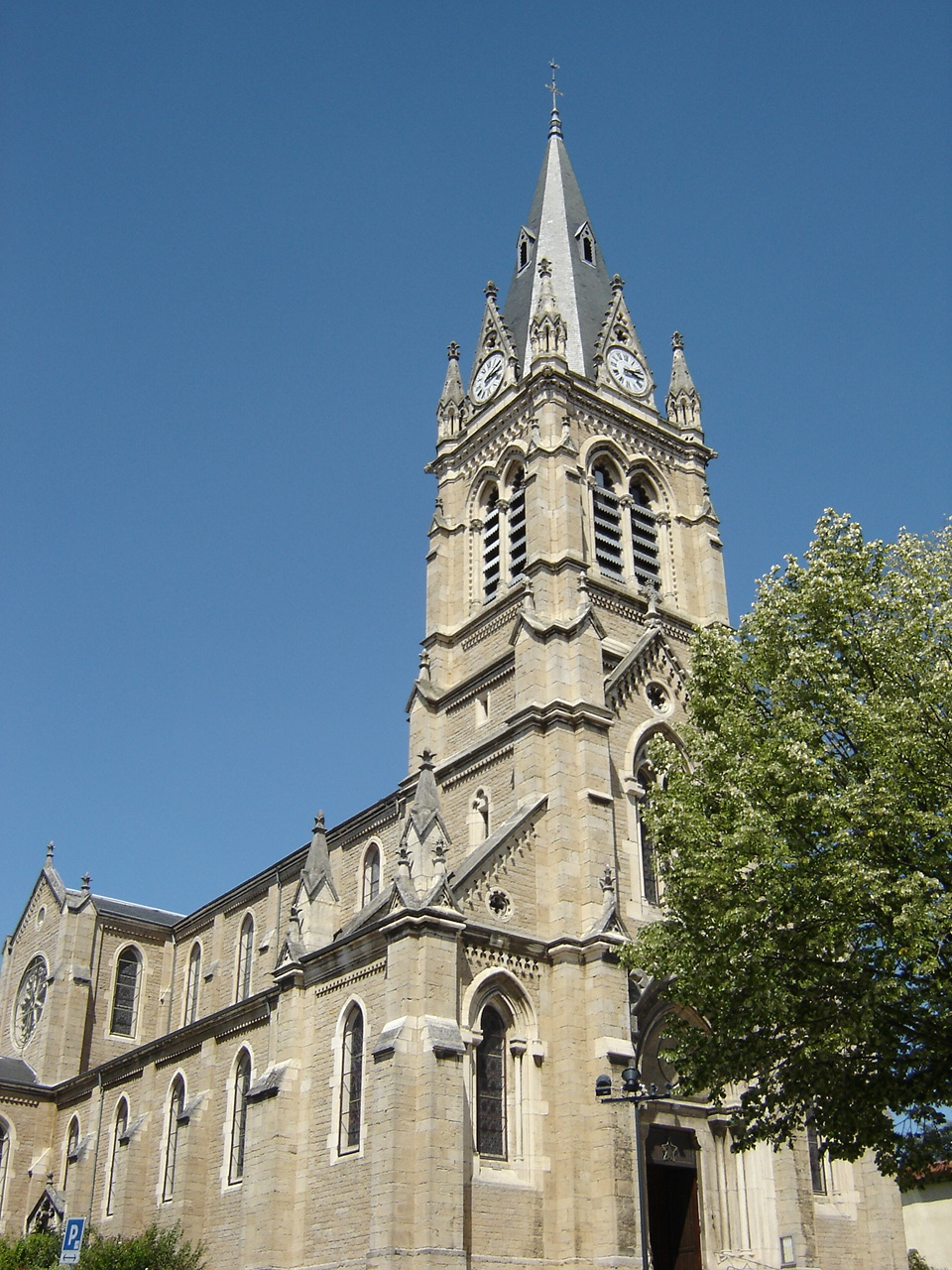
Kościół w Saint-Didier-au-Mont-d’Or, 2008

Saint-Didier-au-Mont-d’Or – miejscowość i gmina we Francji, w regionie Owernia-Rodan-Alpy, w departamencie Rodan.
Według danych na rok 1990 gminę zamieszkiwało 5967 osób, a gęstość zaludnienia wynosiła 715 osób/km² (wśród 2880 gmin regionu Rodan-Alpy Saint-Didier-au-Mont-d’Or plasuje się na 138. miejscu pod względem liczby ludności, natomiast pod względem powierzchni na miejscu 1251.).